# 阿富汗麵餅
阿富汗麵餅（Afghan bread、Nan-e Afghani、波斯語：‎）是一種源自阿富汗的麵餅，又被稱作「Nan」。麵餅呈橢圓或矩形狀，並置於一種於印度次大陸地區常見的印度烤爐內烘焙。阿富汗當地的印度烤爐特色是由磚組成，且坐落在地上。製程為先將麵餅塑型，再放於烤爐壁上加以烘烤，之後時常灑上黑色小茴香、葛縷子種子，增加美觀與美味程度，再劃上紋路即宣告完成。
在西方國家，阿富汗麵餅常於中東雜貨店裡販售。目前，阿富汗當地仍以將生麵團鋪滿印度烤爐的傳統方式烘焙，使得麵餅外形及顏色變化得相當快速，早晨時的香氣吸引不少人上門品嚐，此刻烘焙師傅使用鐵夾自壁爐取出完成的麵餅，讓阿富汗人裝入袋子內食用。
食用方式方面則和其他阿拉伯國家類似，包括阿富汗麵餅在內的餐點，會先撕下幾片包裹食物，以如同三明治的食用方式，用手就口的方式送入口中，同時也可以吸取盤上的汁液。因為阿富汗人主要用手吃飯，此類麵餅也作為叉子與湯匙使用。
麵餅口感跟亞美尼亞的食物亞美尼亞脆餅、印度菜與巴基斯坦菜的饢相似，外殼並不堅硬，還擁有濃郁的味道。